# Dasypogon fraternus
Dasypogon fraternus là một loài ruồi trong họ Asilidae. Dasypogon fraternus được Macquart miêu tả năm 1846. Loài này phân bố ở vùng Tân nhiệt đới.